# Snamenka (Kaliningrad, Gurjewsk)
Snamenka (russisch Знаменка, deutsch Bruch, Kreis Königsberg/Samland) ist ein Ort in der russischen Oblast Kaliningrad. Er gehört zur kommunalen Selbstverwaltungseinheit Stadtkreis Gurjewsk im Rajon Gurjewsk.

## Geographische Lage
Snamenka liegt 20 Kilometer nordöstlich der Stadt Kaliningrad (Königsberg) an der Regionalstraße 27A-024 (ex A190). Die nächste Bahnstation ist der Ostanowotschny punkt (O.p. = „Haltepunkt“) Bajewka 1 (Kuikeim, bis 1945 Kuggen genannt) an der Bahnstrecke Kaliningrad–Sowetsk (Königsberg–Tilsit), die am nördlichen Ortsrand vorbeiführt.

## Geschichte
Das ehemals Bruch genannte kleine Dorf war ursprünglich ein Vorwerk zu Kuggen (heute russisch: Perwomaiskoje), zu dessen Amtsbezirk im Landkreis Königsberg (Preußen) (1939 bis 1945 Landkreis Samland) im Regierungsbezirk Königsberg innerhalb der preußischen Provinz Ostpreußen es auch gehörte. Im Jahre 1928 wurde Kuggen mit Bruch in die Gemeinde Poggenpfuhl (russisch: Mendelejewo) und deren Amtsbezirk eingegliedert.
Infolge des Zweiten Weltkrieges kam Bruch mit übrigen Orte im nördlichen Ostpreußen zur Sowjetunion. Im Jahr 1950 erhielt der Ort die russische Bezeichnung Snamenka und wurde gleichzeitig dem Dorfsowjet Jaroslawski selski Sowet im Rajon Gurjewsk zugeordnet. Später gelangte der Ort in den Kosmodemjanski selski Sowet. Von 2008 bis 2013 gehörte Snamenka zur Landgemeinde Dobrinskoje selskoje posselenije und seither zum Stadtkreis Gurjewsk.

## Kirche
Die überwiegend evangelische Bevölkerung Bruchs war bis 1945 in das Kirchspiel Schönwalde (heute russisch: Jaroslawskoje) eingepfarrt und gehörte zum Kirchenkreis Königsberg-Land II in der Kirchenprovinz Ostpreußen der Kirche der Altpreußischen Union. Heute liegt Snamenka im Einzugsgebiet der neu entstandenen evangelisch-lutherischen Gemeinde in Marschalskoje (Gallgarben), einer Filialgemeinde der Auferstehungskirche in Kaliningrad (Königsberg) innerhalb der Propstei Kaliningrad der Evangelisch-lutherischen Kirche Europäisches Russland.